# Braslet-2
Braslet-2 (Браслет-2) è un film del 1967 diretto da Michail Isaakovič Šamkovič e Lev Izrailevič Cucul'kovskij.